# Horacio Torres Martínez
Horacio Torres Martínez (Saltillo, Coahuila; 15 de mayo de 1999) es un futbolista mexicano, juega como Defensa central y su equipo actual es el Atlético La Paz de la Liga de Expansión MX.

## Trayectoria
Inicios
Se formó en las fuerzas básicas de Pachuca desde el 2014 iniciando en la Sub-15 y pasando por las Subs 17 y 20, además de jugar con el equipo filial de Liga Premier MX.
Horacio debutó profesionalmente con Pachuca el 29 de enero de 2019 en la Copa MX contra Atlante siendo titular los 90 minutos, aunque en ese partido lo ganó Atlante 0-1.
Pero en Liga MX no debutó.

### Mineros de Zacatecas
Después de no poder consolidarse con Pachuca, a mediados de 2020 Mineros lo sumo a sus filas para reforzar su defensa previo al inicio de la Liga de Expansión MX. Debutó en un Mineros vs Tlaxcala entrando de cambio al minuto 33 por Claudio Zamudio aunque perdieron ese partido con el marcador de 1-2.
Al final Horacio si se consolidó con el equipo zacatecano y fue pieza fundamental en la defensa por 3 años.

### Atlético La Paz
A finales del año 2023 el Atlético La Paz anunció a Horacio Torres como su nuevo refuerzo.